# Toma Lișcu
Toma Lișcu (n. 1 aprilie 1866, Islaz, Romanați (Teleorman) - d. 1958, Pitești) a fost un general român, care a îndeplinit funcția de comandant al Corpului Grănicerilor (3 mai 1918 - 8 noiembrie 1921).

## Biografie
A absolvit Școala Subofițerilor, Școala Militară de Ofițeri de Infanterie și Geniu (promoția 1891) și Școala Superioară de Război.

## Grade militare
- 16 octombrie 1891 - sublocotenent,
- 8 martie 1895 - locotenent,
- 10 mai 1902 - căpitan,
- 10 mai 1910 - maior,
- 1 aprilie 1914 - locotenent-colonel,
- 10 mai 1916 - colonel,
- 1 noiembrie 1917 - general de brigadă,
- 1 aprilie 1926 - general de divizie.

## Funcții deținute
- 1907 - profesor de istorie și geografie militară la Școala Militară de Infanterie.
- 1908 - inspector de studii și ajutor de profesor la cursul de Tactica Terenului la Școala Superioară de Război.

În timpul Războiului de Reîntregire a Neamului a îndeplinit funcții militare importante:
- Șef de Stat Major la Corpul 7 Armată din Armata a 3-a,
- Comandantul Brigăzii 28 Infanterie din Divizia 14-a,
- Comandantul Brigăzii a 10-a din Divizia a 5-a,
- Comandantul Diviziei a 5-a.
- 3 mai 1918 - 8 noiembrie 1921 - Comandant al Corpului de Grăniceri
- 1 octombrie 1923 - 1 aprilie 1926 - Comandantul Diviziei a 6-a

## Comandant al Corpului Grănicerilor

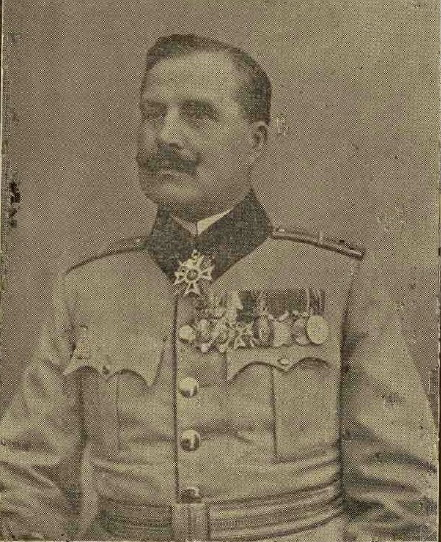
Generalul Toma Lișcu, în calitate de comandant al Corpului Grănicerilor

Unirea Basarabiei cu Vechiul Regat a reclamat, între alte acțiuni politice, militare și administrative și măsuri pentru asigurarea pazei noii frontiere de la Nistru. Regele Ferdinand a încredințat Ministerului de Război și Ministerului de Finanțe această sarcină importantă și, la recomandarea acestora, l-a numit pe generalul de brigadă Toma Lișcu în funcția de comandant al Corpului Grănicerilor.
Generalul Lișcu a îndeplinit funcția de comandant al Corpului Grănicerilor în perioada 3 mai 1918 - 8 noiembrie 1921. El a preluat comanda acestui corp în condițiile deosebit de grele cauzate de război (dotare tehnico-materială deficitară, echipament insuficient, personal redus numeric ca urmare a pierderilor suferite în timpul războiului etc.) și, în această calitate, a reorganizat cu eficiență dispozitivul de pază a noilor frontiere ale României.
Regimentele 2 și 3 Grăniceri au fost trimise la 11 mai 1918 pe frontiera Nistrului, alte unități de grăniceri au înaintat în octombrie 1918 către nordul Basarabiei și Bucovina, iar șase companii din Regimentul 3 Grăniceri au trecut în Galiția, unde au contribuit la pacificarea regiunii de unitățile militare rusești care trecuseră de partea Revoluției Sovietice. În toamna anului 1918 Regimentul 1 Grăniceri a reorganizat frontiera de sud a României, iar un detașament format din unități ale celor trei regimente de grăniceri a pacificat regiunea petrolieră de pe Valea Prahovei, unde au avut loc dezordini. După Conferința de Pace de la Paris din 1919 Regimentul 4 Grăniceri (nou format), împreună cu câte un batalion din Regimentele 1 și 3 Grăniceri, a ocupat frontiera Maramureșului, Crișanei și Banatului, iar în toamna anului 1919 a fost organizată paza frontierei Cadrilaterului. Corpului Grănicerilor a trebuit să păzească o frontieră întinsă, să-i combată pe spionii și pe instigatorii țărilor vecine inamice din est, vest și sud și să aplice legea în noile provincii ale României. Generalul Lișcu a dispus fondarea publicației Revista Grănicerilor, care a apărut începând din 1 aprilie 1920, și a fost președintele Comitetului de Direcție al revistei.
Ca urmare a rezultatelor deosebite obținute de către Corpul Grănicerilor în anul 1920, ministrul de finanțe Nicolae Titulescu a apreciat Corpul Grănicerilor ca fiind un corp de elită și l-a notat pe generalul comandant Toma Lișcu cu calificativul „excepțional” într-un raport întocmit în 1921.

## Funcții ulterioare și ultimii ani de viață
Prin Înaltul Decret nr. 3074 din 17 octombrie 1921 generalul Lișcu a fost numit în funcția de comandant al Diviziei XIV, începând cu data de 8 noiembrie 1921.
Comitetul Județean Putna al Societății „Mormintele Eroilor căzuți în războiu” s-a constituit la 20 februarie 1924, iar comandantul Diviziei 6-a, generalul Toma Lișcu a devenit președintele Filialei. Inițiativa ridicării Mausoleului – Osuar al Eroilor din Garnizoana Focșani a aparținut generalului Toma Lișcu, ajutat de locotenent–colonelul Dumitru Carlaonț. Construcția mausoleului din Focșani a fost începută încă din anul 1925. Ridicarea Mausoleului–Osuar din Focșani s-a dovedit a fi destul de anevoioasă și a necesitat un mare efort în a asigura sumele necesare construcției monumentului. În întreaga țară se făceau eforturi deosebite pentru ridicarea însemnelor de cinstire a Eroilor Neamului căzuți pe câmpurile de luptă din timpul Războiului de Reîntregire a României.
La 1 aprilie 1926 Toma Lișcu a fost avansat la gradul de general de divizie și „trecut în elementul rezervei pentru limită de vârstă” (Înalt Decret nr. 880/1926), iar la 1 ianuarie 1934 a fost trecut în retragere pentru limită de vârstă (Înalt Decret nr. 635/1934).
A încetat din viață în 1958 și a fost înmormântat în Cimitirul „Sfântul Gheorghe” din Pitești.

## Ordine și medalii
- Medalia Jubiliară „Carol I” - 10 mai 1906,
- Ordinul Național „Coroana României” în grad de Cavaler,
- Medalia „Avântul Țării” - 1913,
- Medalia „Bărbăție și Credință”, clasa 1 - 1913,
- Ordinul Național „Steaua României” în grad de Cavaler - 1913,
- Medalia „Sfântul Vladimir”, clasa IV - 1917,
- Ordinul Național „Steaua României” în grad de Ofițer - 1917,
- Ordinul Național „Coroana României” în grad de Comandor,
- Ordinul Național „Steaua României” în grad de Comandor (Înalt Decret nr. 4.768 din 14 noiembrie 1922).

## Legături externe
- Dezvelirea bustului celui care a fost general de brigadă Toma Lișcu, 24 iulie 2004, Amos News
- Generalul Toma Lișcu - Comandantul Corpului de Grăniceri (1)

| Portal icon | Portal România în Primul Război Mondial |

| Portal icon | Portal Primul Război Mondial |

| Portal icon | Portal Istorie |